# リリアン・バエル
リリアン・バエル （フランス語全名：Mary Lilian Henriette Lucie Josephine Ghislaine Baels, 1916年11月28日 - 2002年6月7日）は、ベルギー国王レオポルド3世の2度目の妻。レティ公爵夫人（Princesse de Réthy）。

## 生涯
オーステンデ出身のベルギー人で、海産品輸入業をしていたアンリ・バエルと妻アンヌ・マリーの子として、ロンドンで生まれた。アンリは第一次世界大戦で戦場となったベルギーを逃れ、ロンドンに住んでいた。
1936年、アンリ・バエルはベルギーで農業大臣となり、前年に先妃アストリッドを交通事故で亡くしていたレオポルド3世の知己を得た。ゴルフが趣味の王とリリアンを引き合わせたのは、王太后エリザベートだった。1941年9月11日、リリアンは王と教会婚をした。この結婚の仕方はベルギーの法律では法律婚とはみなされず、リリアンは王の非公式の妻でしかなかった。彼女が平民であるためこのような手段を取ったのか、レオポルドの真意は不明である。その後、メヘレン大司教が正式な結婚式を執り行い、この時からリリアンはベルギー王女の称号を得、彼女の子供たちもベルギー王室の一員として認められる道が開けた。しかし、リリアンが『王妃』と認められることはなく、リリアンの子供たちの王位継承権も認められなかった。
結婚に際し、アドルフ・ヒトラーから花束が贈られるなど、レオポルドのナチス寄りの行動も災いし、リリアンもナチスの共感者であるというレッテルを貼られた。事故死した前王妃アストリッドへの国民的人気が高かったことも、彼女にとっては不運であった。第二次世界大戦中、レオポルドとともにリリアンはドイツの監視下に置かれた。オーストリアへ連行された国王夫妻の不在の間、摂政を務めたのは王弟フランドル伯シャルルであった。
ドイツ敗戦によるベルギー解放後、国へ戻ったレオポルドは復位するものの、社会主義者らによる暴動が起こった。戦時中のレオポルドの行いにより、国を二分する危機に陥っていた。レオポルドは退位し、長男ボードゥアン1世が王位についた。その後、レオポルドとリリアンはベルギーを出て長い外国暮らしを経験した。

## 子女
- アレクサンドル（英語版）（1942年 - 2009年）
- マリー＝クリスティーヌ（フランス語版）（1951年 - ）
- マリー＝エスメラルダ（1956年 - ）